# Каталонське родовище калійних солей
Каталонське родовище калійних солей — родовище калійних солей в Іспанії, поблизу міста Барселона, область Каталонія. Відкрите в 1912 року, видобуток розпочато з 1918 році.

## Характеристика
Площа 160 км². Основні соленосні райони: Сурія, Кардона, Сальєнте і Бальсарені. Соленосні відклади виконують глибоку міжгірську западину. Калійні солі представлені сильвінітом еоцену. Промислове значення має пачка потужністю 2-8м. Кут падіння 65 °. Промислові запаси 170 млн т. К2О. 

## Технологія розробки
Родовище розробляється трьома шахтами.